# Sporting Gijón B
Sporting Gijón B (hiszp. Real Sporting de Gijón B) – hiszpański klub piłkarski, mający siedzibę w mieście Gijón, w północnej części kraju, grający od sezonu 2017/18 w Segunda División B.

## Historia
Chronologia nazw:
- 1960: Club Deportivo Gijón
- 1967: Club Atlético Gijón
- 1970: Club Deportivo Gijón
- 1979: Sporting de Gijón Atlético
- 1991: Sporting de Gijón B

Klub piłkarski Club Deportivo Gijón został założony w miejscowości Gijón w 1960 roku. Wtedy Sporting Gijón zaczął mieć swój własny zespół zależny, wcześniej klub zawarł umowy o współpracy z różnymi klubami w mieście, chociaż te pozostały całkowicie niezależne. Przed rozpoczęciem sezonu 1967/68, Sporting ostatecznie nabył prawa federacyjne Sociedad Deportiva La Camocha grającego w Tercera División (D3). Klub uczynił go pierwszą spółką zależną, zmieniając jego nazwę na Club Atlético Gijón i zaczął rozgrywać mecze w Los Fresno. Kiedy w sezonie 1969/70 Atlético Gijón spadło do Primera Regional Asturias (D4), w której występowała już jego druga spółka zależna, Deportivo Gijón, Sporting postanowił pozbyć się Atlético i pozostawić Deportivo jako jedyną spółkę zależną. W sezonie 1974/75 ponownie zagrał w Tercera División. W 1977 po reorganizacji systemu lig, Tercera División został obniżony do czwartego poziomu. Po zakończeniu sezonu 1978/79 zespół zwyciężył w grupie I i zdobył awans do Segunda División B (D3). W sezonie 1979/80, po zmianie nazwy na Sporting de Gijón Atlético zajął 17.miejsce w grupie I i spadł z powrotem do Tercera División. W 1983 roku zdobył Copa de la Liga w tej kategorii. Ostatecznie w 1991 roku przyjął obecną nazwę Real Sporting de Gijón „B”. W latach dziewięćdziesiątych zespołowi udało się trzykrotnie przejść do baraży i grać o awansować do drugiej ligi, w tym dwa jako mistrzowie grupy II Segunda División B - w sezonach 1995/96 i 1996/97 - chociaż nie awansował do Segunda División w żadnej z prób. W sezonie 2001/02 ponownie spadł do Tercera División, wracając ponownie do trzeciej kategorii w sezonie 2007/08. W sezonie 2008/09 zespół był zmuszony walczyć w barażach, aby uniknąć degradacji - po wygraniu 4:0 w dwumeczu przeciwko UD Las Palmas Atlético pozostał w lidze. Sezon 2010/11 zakończył w grupie spadkowej, ale upadek administracyjny Cultural y Deportiva Leonesa pozwolił drużynie pozostać w lidze. W sezonie 2015/16 zespół jednak spadł do Tercera División, ale w następnym sezonie 2016/17 zajął pierwsze miejsce w grupie drugiej i wrócił do Segunda División B.

## Barwy klubowe, strój
|  |  |

Klub ma barwy czerwono-białe. Zawodnicy domowe spotkania zazwyczaj grają w pasiastych pionowo czerwono-białych koszulkach, niebieskich spodenkach oraz niebieskich getrach.

## Sukcesy

### Trofea międzynarodowe
Nie uczestniczył w rozgrywkach europejskich (stan na 31-05-2020).

### Trofea krajowe
| \| \| Zdobyte trofea w rozgrywkach Hiszpanii (stan na: 31-08-2020) \| |                                                              |      |          |
| Rozgrywki                                                             | Osiągnięcie                                                  | Razy | Sezon(y) |
| · Mistrzostwo                                                         | I miejsce                                                    | 0    |          |
| · Mistrzostwo                                                         | II miejsce                                                   | 0    |          |
| · Mistrzostwo                                                         | III miejsce                                                  | 0    |          |
| · Puchar                                                              | zdobywca                                                     | 0    |          |
| · Puchar                                                              | finalista                                                    | 0    |          |
| · Puchar                                                              | ćwierćfinalista                                              | 1    | 2016/17  |
| II liga                                                               | I miejsce                                                    | 0    |          |
| II liga                                                               | II miejsce                                                   | 0    |          |
| II liga                                                               | III miejsce                                                  | 0    |          |
| Hiszpania                                                             | Zdobyte trofea w rozgrywkach Hiszpanii (stan na: 31-08-2020) |      |          |

- Segunda División B (D3):
  - mistrz (2x): 1995/96 (gr.II), 1996/97 (gr.II)
  - wicemistrz (1x): 2017/18 (gr.II)

- Copa Real Federación Española de Fútbol:
  - mistrz eliminacji regionalnej (4x): 1996, 2003, 2014, 2016

## Struktura klubu

### Stadion
Klub piłkarski rozgrywa swoje mecze domowe na Escuela de fútbol de Mareo w Gijónie o pojemności 3000 widzów. Okazjonalnie grał także na głównym stadionie klubu El Molinón.